# Обзор (1935 – 1936)
Вижте пояснителната страница за други значения на Обзор.
„Обзор“ с подзаглавие Седмичник за политика, култура и обществен живот е български вестник, излизал от 1935 до 1936 година в София и близък до кръга на бившата Вътрешна македонска революционна организация (михайловисти). Редактор му е Никола Коларов, а до брой 38 помощник му е Г. Николов. Излиза в събота. Печата се в печатница „Право“, както и в „Напред“ и „С. М. Стайков“.
| Годишнина | Броеве  | Дата                            |
| --------- | ------- | ------------------------------- |
| I         | 1 – 52  | 16 март 1935 – 7 март 1936      |
| II        | 53 – 89 | 14 март 1936 – 19 декември 1936 |

Към 26 брой има специално приложение, посветено на езикознанието. Брой 7 е посветен на българската книга, 14 – на Македония, 36 – на Ньойския договор, 72 – на Илинден, 89 – на Дамян Груев в памет на 30 години от смъртта му. Наследен е от вестник „Стожер“.